# Audi A6 C4
Audi A6 C4 — перше покоління автомобіля бізнес-класу Audi A6, що вироблялось компанією Audi з 1994 по 1997 роки.

## Опис

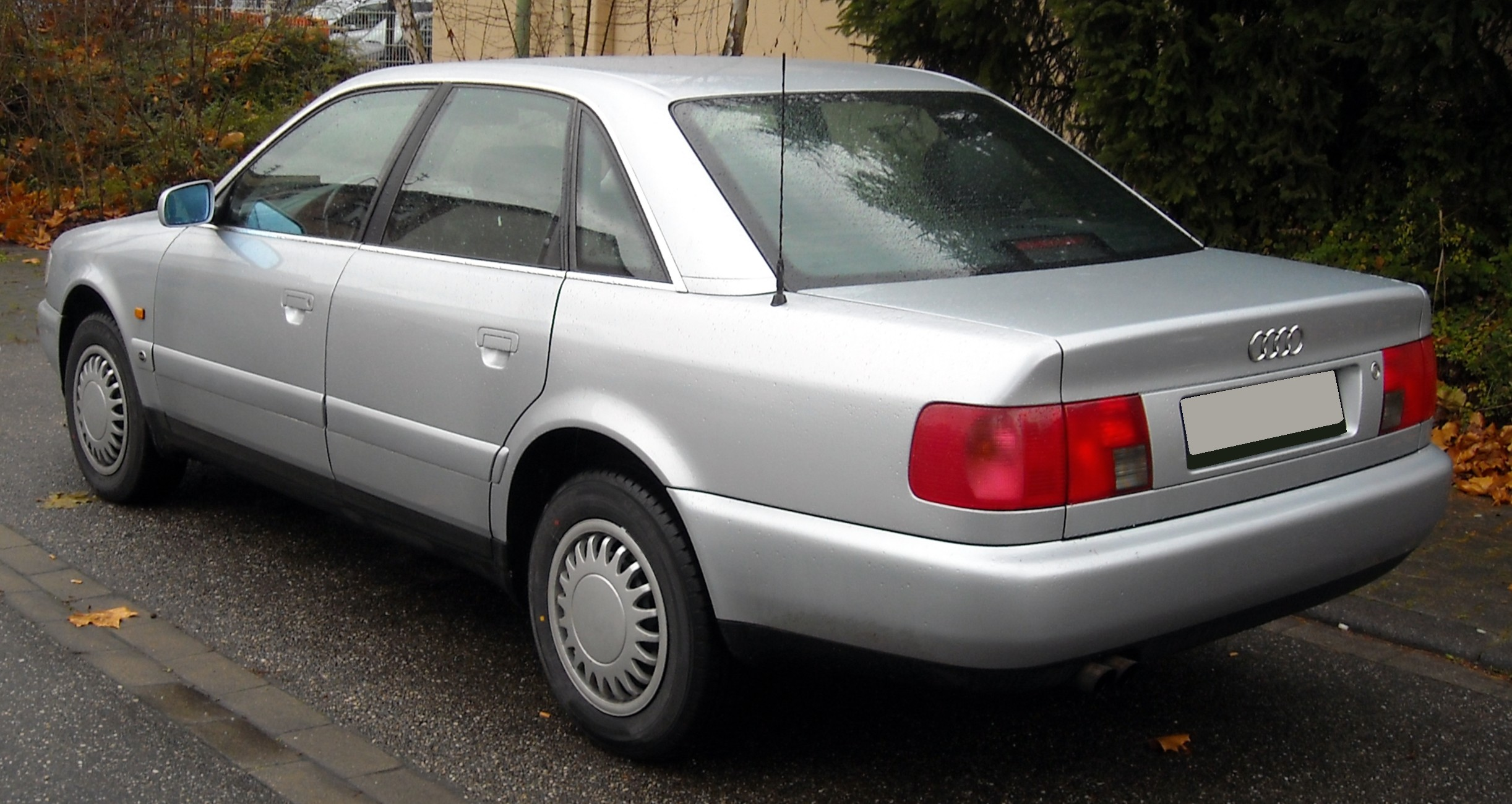
Audi A6 C4 (1994—1997)

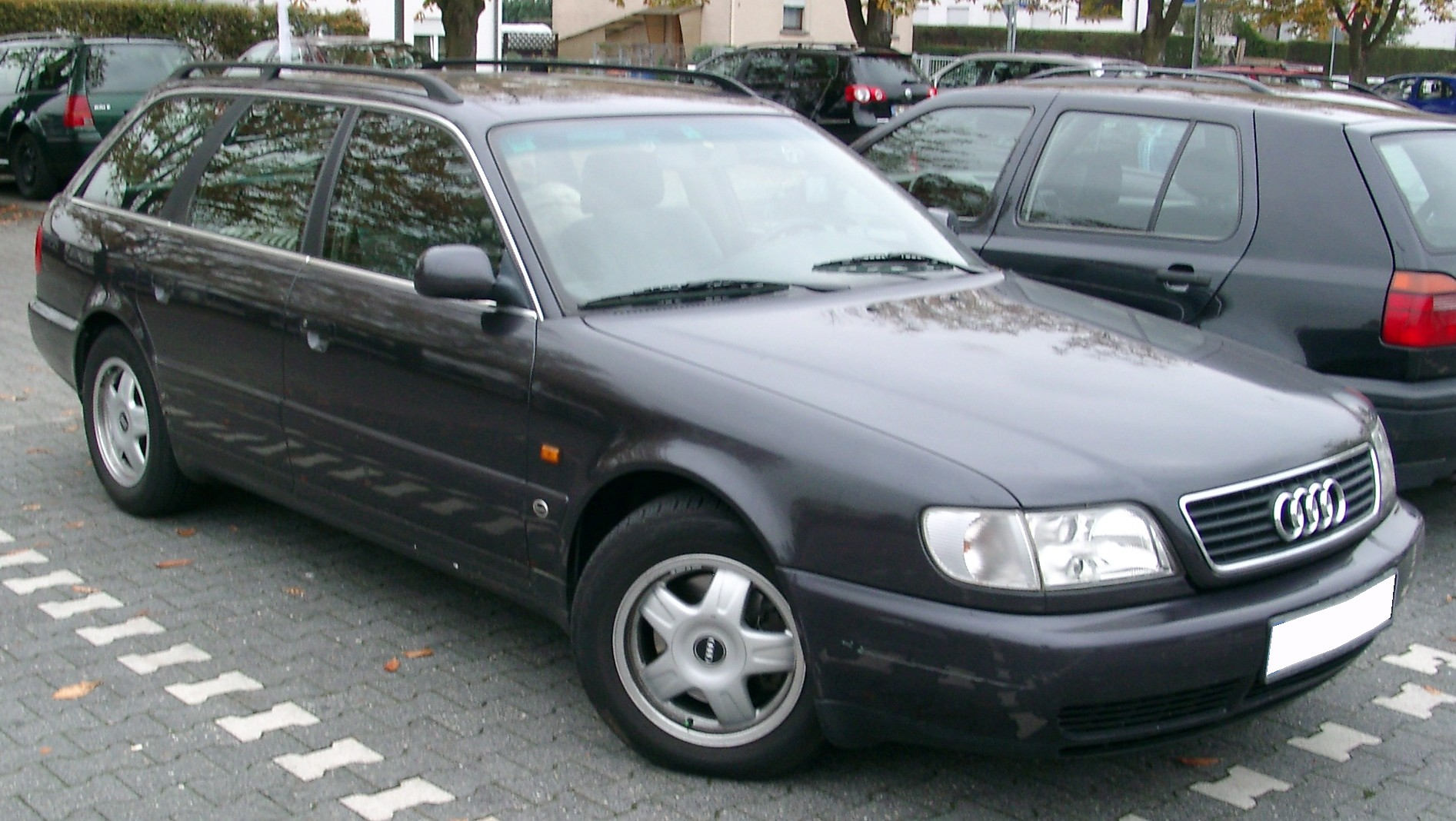
Audi A6 C4 Avant (1994—1997)

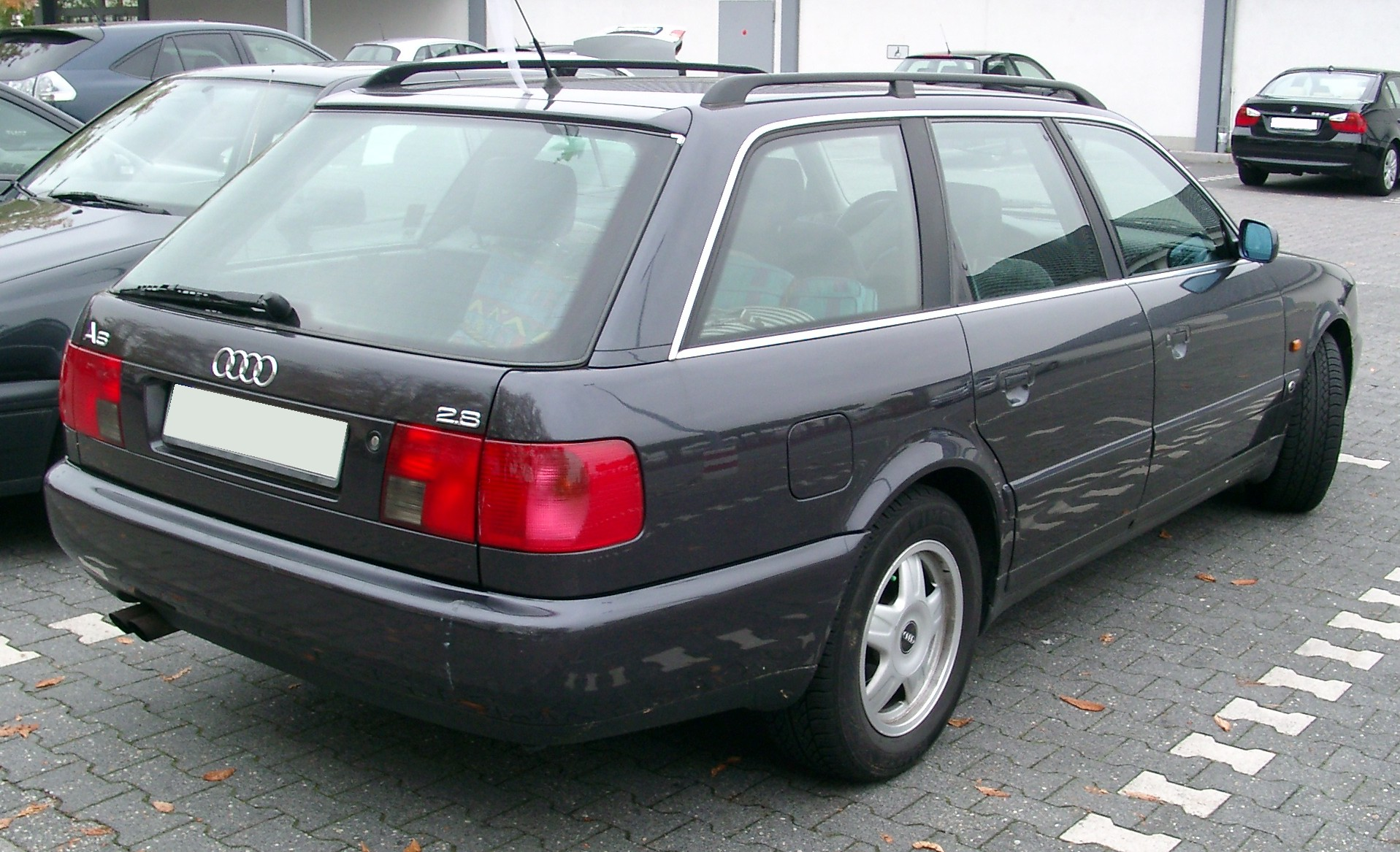
Audi A6 C4 Avant (1994—1997)

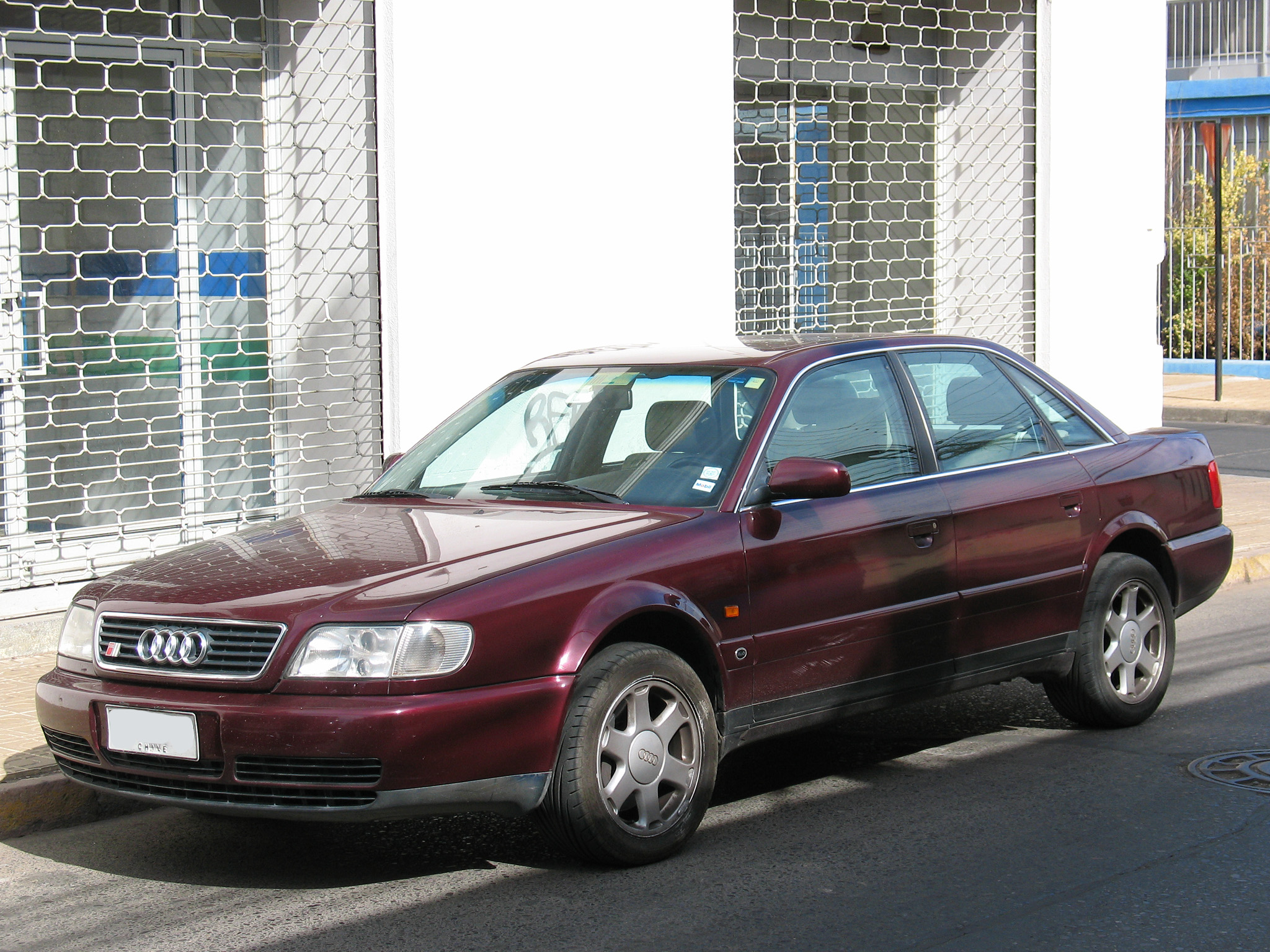
Audi S6 C4 (1994—1997)

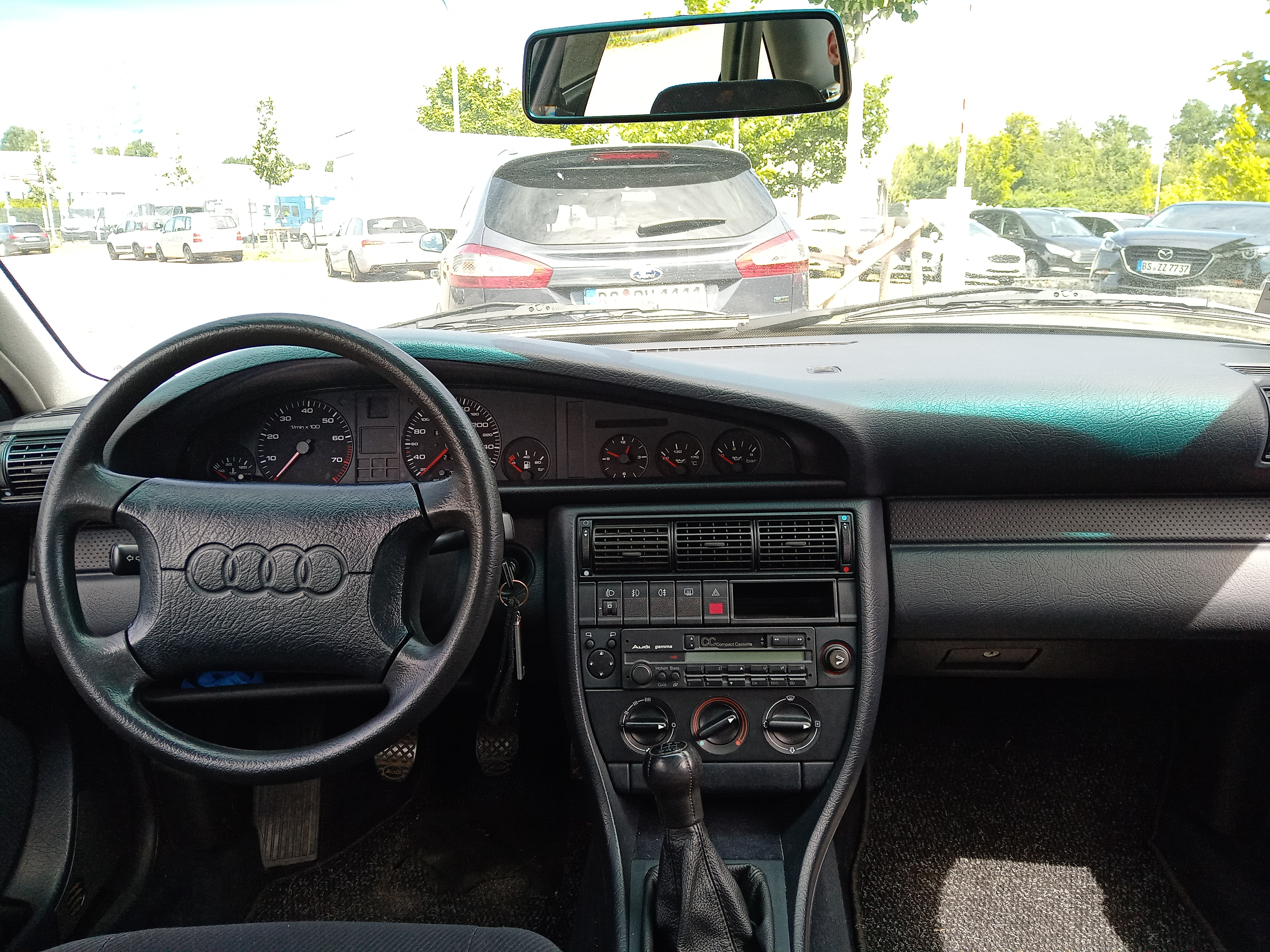

В 1994 році Audi 100 (яка вироблялася з 1968 року), піддався черговій модернізації і отримав назву Audi A6, за прикладом стали на конвеєр в тому ж році Audi A8 та Audi A4. При цьому автомобіль отримав нову гаму двигунів і деякі нові елементи кузова (фари, решітку радіатора, бампери, змінили форму капота та малюнок решітки радіатора, передні покажчики повороту перемінили свій колір з жовтогарячого на молочно-білий. Задні ліхтарі стали ширше (на правий навіть перемістилася замкова щілина багажника). накладні бічні молдинги знизу дверей, «суцільний» підголівник, з'явився дублер сигналу повороту на передніх крилах, та ін.), але платформа С4 дісталася йому в спадок від старої Audi 100, всі старі переваги «шістка» зберегла. Серед безсумнівних переваг Audi A6 першого покоління можна назвати прекрасно зроблений «вічний» кузов, відмінні двигуни, а також просту та скажено надійну підвіску, яку можна ремонтувати самостійно або в найближчому сервісі. Не можна пройти повз той факт, що Audi A6 оснащували знаменитою системою повного приводу. Quattro. Однак про все поступово.
На відміну від Audi 100 зразка 1990—1994 років, які могли бути практично «порожніми» (там іноді навіть передні стекла не мають електроприводів), Audi A6 у базовій версії оснащувалася вже мінімально необхідним комплектом «наворотів». А найчастіше крім електроприводів стекол (передніх як мінімум) із дзеркалами є ще й кліматична система. Причому вона не проста, а з можливістю роздільного регулювання температури повітря для водія та переднього пасажира.
Audi A6 випускається з повністю оцинкованим кузовом, з переднім або повним (quattro) приводом, широкою гамою бензинових (у тому числі з подвійним наддувом) і дизельних (із прямим упорскуванням) двигунів, розташованих здовж попереду, з механічною та автоматичною коробками передач.
Усі представники модельного ряду Audi A6/S6, що протримався на конвеєрі три роки, надзвичайно різноманітні. Із серпня 1995 році з'явилася спортивна повнопривідна версія Audi S6 C4/4A. Її відрізняють додаткова емблемка на решітці радіатора, знижена на 20 мм посадка кузова за рахунок піджатої по-спортивному підвіски, низькопрофільні покришки 225/50 ZR16 і легкосплавні диски розміром 7,5J, твердіші сидіння із особливо розвинутою бічною підтримкою тільки шкірою. Двигуни їй дісталися від попередниці S4: 230-сильний 2,2-літровий I5 (AAN) і 290-сильний 4,2-літровий V8 (АВН) від Audi V8. Наприкінці виробництва кузова C4, у 1996 році була представлена ще більш потужна версія «зарядженої» S6 — S6 Plus. На неї встановлювався той же 4.2-літровий двигун, що і на попередню модель, проте був форсований до 326 к.с. S6 Plus була представлена в двох кузовах: седан та універсал. Всього в Німеччині було виготовлено 97 седанів та 855 універсалів моделі S6 Plus.
Універсали Avant більше схожі на хетчбеки зі збільшеним корисним обсягом — саме для нетривалих поїздок за місто, якщо немає дачного причепа. В них безліч зручних ніш для «дрібниць», але при тривалих поїздках комфортно в салоні буде не більше ніж чотирьом.
Від попередника, A6 дісталася велика гама економічних, високо потужних бензинових і дизельних двигунів, найпопулярнішими серед яких виявилися бензинові V-подібні «шістки», на які випало більше половини продажів нових автомобілів. З літа 1994-го гаму поповнили кілька нових силових агрегатів. Покупцеві, що рахує кожну копійку, витрачену на покупку та експлуатацію автомобіля, більше підійдуть варіанти з 20-клапанним 1,8-літровим 125-сильним бензиновим двигуном (ADR) і 90-сильним турбодизелем (AHU) об'ємом 1,9 л. Їх комплектують дуже вдалою п'ятиступеневою механічною коробкою передач, яку установлювали і на повнопривідні версії Quattro. Із цього ж періоду Audi A6 TDI почали комплектувати новим п'ятициліндровім 2,5-літровим 140-сильним турбодизелем (AEL із турбонаддувом і проміжним охолоджувачем повітря (інтеркулером). Жовтень 1995 року для компанії Audi, як і для шанувальників швидкісних автомобілів, ознаменований появою нових бензинових 30-клапанних 2,8-літрових 193-сильних двигунів V6 (АСК). Максимальна швидкість A6 з таким двигуном 225 км/год (229 км/год для Quattro).

### Quattro
Гордість компанії Audi — повнопривідні версії quattro, які були представлені і у сімействі A6 С4. Зазначимо, що вони зустрічаються в нас досить часто. Трансмісія Quattro, оснащена міжосьовим механічним диференціалом Torsen, який забезпечує постійний перерозподіл крутного моменту між передніми та задніми колесами, дуже надійна під час експлуатації не викликає будь-яких нарікань. Трансмісія quattro має ще й примусове блокування заднього міжколісного диференціала, яка активізується за допомогою спеціальної кнопки прямо зсередини салону та дозволяє автомобілю легко вибратися з невеликого бруду. При експлуатації таких версій потрібно регулярно міняти масло (через 70 тис. км) у задньому редукторі.
Усі моделі платформи C4 зняли з виробництва влітку 1997 року у зв'язку з освоєнням зовсім нової Audi A6 (кузов 4B/платформа C5).

### Двигуни
| Модель  | Клапани | Циліндр | Двигун ID | Об'єм (куб.см) | Потужність при об/хв        | Крутний момент при об/хв | 0-100 км / год | V макс       | Рік випуску       |
| Бензин  |         |         |           |                |                             |                          |                |              |                   |
| 1,8     | 20      | 4 R     | ADR       | 1781           | 92 кВт (125 к.с. ) при 5800 | 173 Нм при 3950          | 11,2 с         | 200 км / год | 10,1995 - 10,1997 |
| 2       | 8       | 4 R     | AAE       | 1984           | 74 кВт (101 к.с.) при 5500  | 157 Нм при 2750          | 12,9 с         | 182 км / год | 06.1994 - 06.1996 |
| 2.0E    | 8       | 4 R     | АВК       | 1984           | 85 кВт (115 к.с.) при 5400  | 168 Нм при 3200          | 11,9 с         | 190 км / год | 06.1994 - 06.1996 |
| 2.0E    | 16      | 4 R     | ACE       | 1984           | 103 кВт (140 к.с.) при 5900 | 185 Нм при 4500          | 10,1 с         | 204 км / год | 06.1994 - 10.1997 |
| 2.3E    | 10      | 5 R     | AAR       | 2309           | 98 кВт (133 к.с.) при 5500  | 186 Нм при 4000          | 10,2 с         | 202 км / год | 06.1994 - 06.1996 |
| 2.6E    | 12      | 6 V     | ABC       | 2598           | 110 кВт (150 к.с.) при 5750 | 225 Нм при 3500          | 9,9 с          | 209 км / год | 06.1994 - 10.1997 |
| 2.8E    | 12      | 6 V     | AAH       | 2771           | 128 кВт (174 к.с.) при 5500 | 245 Нм при 3000          | 9,1 c          | 219 км / год | 06.1994 - 10.1997 |
| 2.8E    | 30      | 6 V     | ACK       | 2771           | 142 кВт (193 к.с.) при 6000 | 280 Нм при 3200          | 8,1 с          | 230 км / год | 10,1995 - 10,1997 |
| Дизель  |         |         |           |                |                             |                          |                |              |                   |
| 1.9 TDI | 8       | 4 R     | AHU       | 1896           | 66 кВт (90 к.с.) при 4000   | 202 Нм при 1900          | 13,9 с         | 177 км/год   | 07.1996 — 10.1997 |
| 2.5 TDI | 10      | 5 R     | AAT       | 2461           | 85 кВт (115 к.с.) при 4000  | 265 Нм при 1900          | 11,2 с         | 195 км/год   | 06.1994 — 10.1997 |
| 2.5 TDI | 10      | 5 R     | AEL       | 2461           | 103 кВт (140 к.с.) при 4000 | 290 Нм при 1900          | 9,9 с          | 208 км/год   | 10.1994 — 10.1997 |

| Розшифрування Vin-Номера автомобіля - WAU ZZZ 4A Z S А 000019 - 1-3 4-6 7-8 9 10 11 12-17 - 1-3. Ідентифікатор виробника WVW — Volkswagen/ Audi Group - 4-6. «Холості» знаки, завжди три «Z» (крім США і Канади) - 7-8.2-значне коротке позначення типу автомобіля 4A — Audi 100/A6 - 9. Холостий знак, завжди «Z» (крім США і Канади) - 10. Рік випуску L — 1990, M — 1991, N — 1992, P — 1993, R — 1994, S — 1995, T — 1996, V — 1997 - 11. Місце розташування заводів концерну A — Інгольштадт, N — Некарсульм - 12-17. Порядковий номер кузова. |

06.1994 — Рестайлінг. Модельний ряд перейменований в А6 (серія Q1). Випуск агрегатів 2,3 л (133 к.с.) і 2,4 л (82 к.с.) припинений, а лінійку двигунів доповнили бензиновим мотором об'ємом 1,8 л (125 к.с.) 20V і турбо дизельним 1,9 л (90 к.с.)
10.1995 — Двигун 2,8 л оснастили 30 — клапанною голівкою блоку циліндрів
05.1997 — Випуск першого покоління Audi А6 припинений.